# Fenja Lukas
Fenja Lukas (* 1989 in München) ist eine deutsche Opernsängerin (Sopran). Sie ist Ensemblemitglied des Landestheaters Linz mit dem Bruckner Orchester Linz unter dem Generalmusikdirektor Markus Poschner. Neben ihrer Tätigkeit als Opern- und Operettensängerin tritt sie als Solistin im Bereich Lied und Oratorium auf.

## Leben und Werk
Fenja Lukas, geboren in eine Münchener Künstlerfamilie, wurde 2015 noch während ihrer Studienzeit in das feste Opernensemble des Linzer Musiktheaters aufgenommen. Seither konnte sie sich ein breites Repertoire aufbauen und war bereits in vielen Partien ihres Faches zu erleben.
In vergangenen Spielzeiten interpretierte sie zum Beispiel unter dem Dirigat von Markus Poschner die Susanna in Mozarts Le nozze di Figaro, die Almirena in Händels Rinaldo unter Ingmar Beck, unter Dennis Russell Davies die Nannetta in Verdis Falstaff, sang die Zerlina in Mozarts Don Giovanni unter Enrico Calesso oder war als Valencienne in der Lehár‘schen Operette Die lustige Witwe zu erleben, dirigiert von Johannes Wildner.
Erfolge brachten ihr bislang auch andere wichtige Rollen wie die Musetta in Puccinis La Bohème, die Marzelline in Beethovens Fidelio in einer Inszenierung von Intendant Hermann Schneider, die Sopran-Partie in Orffs Carmina Burana, die Anne Frank in der gleichnamigen Mono-Oper von Grigori Frid, die Juliette Vermont in der Operette Der Graf von Luxemburg von Lehár oder etwa die Euridice in Glucks Orfeo ed Euridice, für deren Darstellung sie 2017 als Auszeichnung für den Österreichischen Musiktheaterpreis nominiert wurde. Mit der Rolle der Euridice gastierte sie 2016 auch in einer erfolgreichen Tanztheater-Version beim International Daegu Opera Festival in Südkorea, wofür dem gesamten Ensemble der Grand Prix de Daegu Festival 2016 für die beste Produktion verliehen wurde.
Fenja Lukas, die auch erste Preisträgerin des Operetten-Wettbewerbs 2014 der Anton-Bruckner-Privatuniversität ist und ebenso Teil der Ö1 Talentebörse war, wurde in der Saison 2016/17 vom Publikum des Linzer Musiktheaters zum Publikumsliebling gewählt und dafür mit der Richard Tauber Medaille ausgezeichnet. Im Rahmen von Junge Talente Oberösterreich sang sie 2016 bei den Brucknertagen in St. Florian eine Uraufführung des Komponisten Michael Floredo. Ihre Ausbildung erhielt die Sopranistin an der Anton-Bruckner-Privatuniversität in Linz bei Katerina Beranova und erhielt das UNIsono Stipendium für Hochbegabte. 2016 schloss sie ihr Studium mit ausgezeichnetem Erfolg und einem Master of Arts ab. Weitere wichtige künstlerische Impulse bekam sie in Meisterkursen bei Kurt Widmer, Malin Hartelius, Christoph Prégardien und Wolfram Rieger.

## Auszeichnungen und Nominierungen (Auswahl)
- 2014: Operetten-Wettbewerbs 2014 der Anton-Bruckner-Privatuniversität
- 2016: Grand Prix de Daegu Opera Festival 2016 (für die Produktion Orfeo ed Euridice)
- 2017: Österreichischer Musiktheaterpreis 2017 (nominiert)
- 2017: Richard Tauber Medaille in der Kategorie Publikumsliebling